# Federația Română de Gimnastică
Federația Română de Gimnastică (FRG) este organismul național de conducere al gimnasticii din România. Înființată în anul 1906, este membră a Comitetului Olimpic Român (COSR) și afiliată Federației Internaționale de Gimnastică (FIG) și Uniunii Europene de Gimnastică (UEG).

## Istoric
Conform documentelor, începuturile organizării activității de educație fizică și sport din țara România aparțin celei de-a două jumatăți a secolului XIX.
În 1866, la 8 iunie, se înființează, Societatea Centrală Română de Arme, Gimnastică și Dare la Semn,  primul for conducător al mișcării sportive din România.
Un alt moment important către constituirea unui for cu responsabilități la scara întregii țări îl reprezintă fondarea, în 1879, a Institutului de Gimnastică medicală și Ortopedie din București.
Federația Română de Gimnastică a fost fondată în anul 1906 la București, în timpul Congresului Societăților de Gimnastică.

## Discipline
Federația reglementează 7 discipline:
- Gimnastică artistică feminină  (din 1906)
- Gimnastică artistică masculină  (din 1906)
- Gimnastică aerobică (din 1995)
- Trampoline (din 2020)
- Gimnastică acrobatică (din 2020)
- Gimnastică pentru toți (din 2020)
- Parkour (din 2021)

## Președinți
- Nicolae Vieru 1987 – 2005[3]
- Adrian Stoica 2006 – 2017[4]
- Andreea Răducan 2017 – 2020[5]
- Carmencita Constantin 2020 – 2025[6]
- Ioan Suciu 2025 – prezent[7]

## Vezi și
- Sportul în România
- Federația Română de Gimnastică Ritmică